# علی صلح‌جو
علی صلح‌جو (زادهٔ ۳ تیر ۱۳۲۳ در قزوین) زبان‌شناس، ویراستار، نویسنده، مترجم و پژوهشگر ترجمه ایرانی است. صلح‌جو دارای مدرک کارشناسی در رشتهٔ زبان و ادبیات انگلیسی از مدرسهٔ عالی ادبیات و زبان‌های خارجی، و کارشناسی ارشد در زبان‌شناسی از دانشگاه تهران، ویراستاری را در سال ۱۳۴۲ از مؤسسهٔ انتشارات فرانکلین آغاز کرد و پس از انحلال این مؤسسه در سال ۱۳۵۴ همین حرفه را در دانشگاه آزاد ایرانِ سابق، مرکز نشر دانشگاهی، مجلهٔ پیام یونسکو، و دانشگاه پیام نور ادامه داد.